# Michelle Li
Michelle Li (Hong Kong, 2 novembre 1991) è una giocatrice di badminton canadese.

## Palmarès

### Giochi del Commonwealth
- 1 medaglia:
  - 1 oro (Glasgow 2014 nel singolare)

### Giochi panamericani
- 4 medaglie:
  - 3 ori (Guadalajara 2011 nel singolare; Guadalajara 2011 nel doppio; Toronto 2015 nel singolare)
  - 1 bronzo (Toronto 2015 nel doppio)

### Campionati panamericani
- 11 medaglie:
  - 7 ori (Lima 2008 nel misto a squadre; Curitiba 2010 nel misto a squadre; Santo Domingo 2013 nel singolare; Santo Domingo 2013 nel misto a squadre; Markham 2014 nel singolare; Markham 2014 nel misto a squadre; Città del Guatemala 2018 nel singolare)
  - 2 argenti (Curitiba 2010 nel singolare; Curitiba 2010 nel doppio)
  - 2 bronzi (Lima 2008 nel doppio misto; Santo Domingo 2013 nel doppio)